# Atletica leggera femminile ai Giochi della XV Olimpiade
Ai Giochi della XV Olimpiade di Helsinki 1952 sono stati assegnati 9 titoli nell'atletica leggera femminile.

## Calendario
| Gare   |       |       |          |             |       |       |                   |   |   |  |  |
|        | 100 m | 100 m | 80 m ost | 80 m ost    | 200 m | 200 m | Staffetta 4x100 m | 9 |   |  |  |
| Disco  |       |       | Lungo    | Giavellotto |       | Peso  | Alto              | 9 |   |  |  |
|        |       |       |          |             |       |       |                   |   |   |  |  |
| Titoli | 1     | -     | 1        | 1           | 2     | -     | 2                 | 2 | 9 |  |  |

|  | Qualificazioni |  | Finali |

## Nuovi record
I cinque record mondiali sono, per definizione, anche record olimpici.
| Nuovo record mondiale in       | 5 specialità: | 100 m, 200 m, 80h, Peso, 4x100. |
| Nuovo record olimpico in altre | 3 specialità: | Lungo, Disco e Giavellotto.     |

## Risultati delle gare
| Specialità | Oro | Risultato    | Argento | Risultato    | Bronzo | Risultato    | Dettagli            |
| --- | --- | ------------ | --- | ------------ | --- | ------------ | ------------------- |
| 100 m | Marjorie Jackson | 11"5 (11"67) | Daphne Hasenjager | 11"8 (12"05) | Shirley Strickland | 11"9 (12"12) | Classifica completa |
| 200 m | Marjorie Jackson | 23"7 (23"89) | Bertha Brouwer | 24"2 (24"25) | [[File: Flag of the Soviet Union (1936 – 1955).svg\|class=noviewer\| Unione Sovietica (bandiera)\|border\|20x16px]] Nadežda Chnykina  | 24"2 (24"37) | Classifica completa |
| 80 m ostacoli | Shirley Strickland | 10"9 (11"01) | [[File: Flag of the Soviet Union (1936 – 1955).svg\|class=noviewer\| Unione Sovietica (bandiera)\|border\|20x16px]] Marija Golubničaja    | 11"1 (11"24) | Maria Sander | 11"1 (11"38) | Classifica completa |
| Salto in alto | Esther Brand | 1,67 m       | Sheila Lerwill | 1,65 m       | [[File: Flag of the Soviet Union (1936 – 1955).svg\|class=noviewer\| Unione Sovietica (bandiera)\|border\|20x16px]] Aleksandra Čudina | 1,63 m       | Classifica completa |
| Salto in lungo | Yvette Williams | 6,24 m       | [[File: Flag of the Soviet Union (1936 – 1955).svg\|class=noviewer\| Unione Sovietica (bandiera)\|border\|20x16px]] Aleksandra Čudina     | 6,14 m       | Shirley Cawley | 5,92 m       | Classifica completa |
| Getto del peso | [[File: Flag of the Soviet Union (1936 – 1955).svg\|class=noviewer\| Unione Sovietica (bandiera)\|border\|20x16px]] Galina Zybina  | 15,28 m      | Marianne Werner | 14,57 m      | [[File: Flag of the Soviet Union (1936 – 1955).svg\|class=noviewer\| Unione Sovietica (bandiera)\|border\|20x16px]] Klavdija Točënova | 14,50 m      | Classifica completa |
| Lancio del disco | [[File: Flag of the Soviet Union (1936 – 1955).svg\|class=noviewer\| Unione Sovietica (bandiera)\|border\|20x16px]] Nina Romaškova | 51,42 m      | [[File: Flag of the Soviet Union (1936 – 1955).svg\|class=noviewer\| Unione Sovietica (bandiera)\|border\|20x16px]] Elizaveta Bagrjanceva | 47,08 m      | [[File: Flag of the Soviet Union (1936 – 1955).svg\|class=noviewer\| Unione Sovietica (bandiera)\|border\|20x16px]] Nina Dumbadze     | 46,29 m      | Classifica completa |
| Lancio del giavellotto | Dana Zátopková | 50,47 m      | [[File: Flag of the Soviet Union (1936 – 1955).svg\|class=noviewer\| Unione Sovietica (bandiera)\|border\|20x16px]] Aleksandra Čudina     | 50,01 m      | [[File: Flag of the Soviet Union (1936 – 1955).svg\|class=noviewer\| Unione Sovietica (bandiera)\|border\|20x16px]] Elena Gorčakova   | 49,76 m      | Classifica completa |
| Staffetta 4×100 m | Stati Uniti Mae Faggs Barbara Jones Janet Moreau Catherine Hardy                                                                   | 45"9 (46"14) | Germania Ursula Knab Maria Sander Helga Klein Marga Petersen                                                                              | 45"9 (46"18) | Regno Unito Sylvia Cheeseman June Foulds Jean Desforges Heather Armitage                                                              | 46"2 (46"41) | Classifica completa |
| record mondiale; record olimpico; record mondiale stagionale; record africano; record asiatico; record europeo; record nord-centroamericano e caraibico; record sudamericano; record oceaniano; record nazionale; record personale; record personale stagionale. | |              | |              | |              |                     |